# Гуле, Брент
Брент Гуле́ (англ. Brent Goulet; род. 19 июня 1964, Кавальер, Северная Дакота) — американский футболист, нападающий. Выступал за сборную США.

## Биография

### Университетский футбол
В 1983—1986 годах Гуле обучался в Колледже Уорнер Пасифик и играл за футбольную команду вуза в студенческой лиге NAIA. Забил 108 голов за четыре сезона.

### Клубная карьера
В 1986—1987 годах Гуле выступал за клуб Западного футбольного альянса «Портленд». В сезоне 1986 стал лучшим бомбардиром лиги с девятью голами. В сезоне 1987 был признан самым ценным игроком лиги. Сезон WSA 1987 завершил в клубе «Сиэтл Сторм».
В ноябре 1987 года Гуле подписал контракт с клубом Второго дивизиона Футбольной лиги «Борнмут», став первым игроком родом из США в профессиональных лигах Англии. Сыграв за «Борнмут» восемь матчей, в январе 1988 года отправился в аренду в клуб Четвёртого дивизиона Футбольной лиги «Кру Александра», где в трёх матчах забил три гола.
В октябре 1988 года Гуле подписал контракт с Федерацией футбола США, которая собрала лучших игроков страны, стремясь обеспечить квалификацию сборной на чемпионат мира 1990 в Италии и подготовку к чемпионату мира 1994 в США. В сезоне 1989 вновь выступал за «Сиэтл Сторм». Играл за шоубольную команду «Такома Старз» в MISL сезона 1989/90.
В 1990 году Гуле переехал в Германию, где начал выступать за клуб Оберлиги «Бонн». Провёл в клубе два сезона. В 1992 году перешёл в «Теннис Боруссия Берлин». В сезоне 1992/93, забив 21 гол, помог клубу выйти во Вторую Бундеслигу. В 1994 году вернулся в «Бонн», где провёл ещё один сезон. В 1995 году перешёл в «Рот-Вайсс Оберхаузен». Провёл в клубе один сезон. В 1996 году перешёл в «Вупперталь». Провёл в клубе два сезона. В 1998 году перешёл в «Эльферсберг», где завершил карьеру после трёх сезонов.

### Международная карьера
За сборную США Гуле сыграл восемь матчей в 1986—1990 годах.
Помог США пройти квалификацию на летние Олимпийские игры 1988, забив шесть голов в трёх отборочных матчах. На самой Олимпиаде забил один гол — в ворота СССР.
| Статистика | Статистика       | Статистика                                          | Статистика        | Статистика        | Статистика | Статистика                                          |
| №          | Дата             | Место проведения                                    | Соперник          | Счёт              | Голы       | Соревнование                                        |
| ---------- | ---------------- | --------------------------------------------------- | ----------------- | ----------------- | ---------- | --------------------------------------------------- |
| 1          | 5 февраля 1986   | «Оранж Боул», Майами, США                           | Канада            | 0:0               | —          | Турнир Майами                                       |
| 2          | 7 февраля 1986   | «Оранж Боул», Майами, США                           | Уругвай           | 1:1               | —          | Турнир Майами                                       |
| —          | 23 мая 1987      | Сент-Джонс, Канада                                  | Канада            | 0:2               | —          | Квалификация Предолимпийского турнира КОНКАКАФ 1988 |
| —          | 30 мая 1987      | Фентон, США                                         | Канада            | 3:0               | 2          | Квалификация Предолимпийского турнира КОНКАКАФ 1988 |
| —          | 5 сентября 1987  | Фентон, США                                         | Тринидад и Тобаго | 4:1               | 3          | Предолимпийский турнир КОНКАКАФ 1988                |
| —          | 20 сентября 1987 | «Куинс Парк Овал», Порт-оф-Спейн, Тринидад и Тобаго | Тринидад и Тобаго | 1:0               | —          | Предолимпийский турнир КОНКАКАФ 1988                |
| —          | 18 октября 1987  | Сан-Сальвадор, Сальвадор                            | Сальвадор         | 4:2               | 1          | Предолимпийский турнир КОНКАКАФ 1988                |
| 3          | 14 мая 1988      | «Оранж Боул», Майами, США                           | Колумбия          | 0:2               | —          | Товарищеский матч                                   |
| —          | 25 мая 1988      | Индианаполис, США                                   | Сальвадор         | 4:1               | 2          | Предолимпийский турнир КОНКАКАФ 1988                |
| —          | 18 сентября 1988 | Гражданский стадион, Тэгу, Республика Корея         | Аргентина         | 1:1               | —          | Летние Олимпийские игры 1988                        |
| —          | 20 сентября 1988 | «Пусан Кудок», Пусан, Республика Корея              | Республика Корея  | 0:0               | —          | Летние Олимпийские игры 1988                        |
| —          | 22 сентября 1988 | Гражданский стадион, Тэгу, Республика Корея         | СССР              | 2:4               | 1          | Летние Олимпийские игры 1988                        |
| 4          | 16 апреля 1989   | «Рикардо Саприсса», Сан-Хосе, Коста-Рика            | Коста-Рика        | 0:1               | —          | Чемпионат наций КОНКАКАФ 1989                       |
| 5          | 30 апреля 1989   | «Биг Арк Стэдиум», Сент-Луис, США                   | Коста-Рика        | 1:0               | —          | Чемпионат наций КОНКАКАФ 1989                       |
| 6          | 13 мая 1989      | «Мёрдок Стэдиум», Торранс, США                      | Тринидад и Тобаго | 1:1               | —          | Чемпионат наций КОНКАКАФ 1989                       |
| 7          | 2 февраля 1990   | «Оранж Боул», Майами, США                           | Коста-Рика        | 0:2               | —          | Турнир Майами                                       |
| 8          | 4 февраля 1990   | «Оранж Боул», Майами, США                           | Колумбия          | 1:1 (8:9 по пен.) | —          | Турнир Майами                                       |

В 1987 году Гуле был признан футболистом года в США.
В составе сборной США по мини-футболу Гуле завоевал бронзовую медаль на чемпионате мира 1989 в Нидерландах.

### Тренерская карьера
Завершив игровую карьеру в 2001 году, остался в «Эльферсберге» в качестве ассистента главного тренера. В 2004 году Гуле был назначен главным тренером клуба, став первым американским главным тренером в истории немецкого футбола. В марте 2008 года он был отправлен в отставку.
В 2012 году тренировал клуб Премьер-лиги развития ЮСЛ «Нэшвилл Метрос».

## Достижения
Командные
 «Теннис Боруссия Берлин»
- Чемпион Оберлиги Нордост: 1992/93

Индивидуальные
- Футболист года в США: 1987
- Самый ценный игрок Западного футбольного альянса[англ.]: 1987
- Лучший бомбардир Западного футбольного альянса[англ.]: 1986 (9 мячей)